# Ніколь Грін
Ніколь Грін (англ. Nicole Green; нар. 28 жовтня 1971) — американська легкоатлетка, яка спеціалізувалася на бігу на короткі дистанції.

## Спортивні досягнення
Чемпіонка світу з естафетного бігу 4×400 метрів (1995).
Срібна призерка Універсіади з естафетного бігу 4×400 метрів (1995).
Чемпіонка Студентського чемпіонату США з бігу на 400 метрів (1995).